# Parker Corning

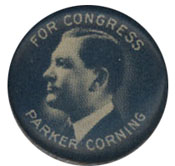
Parker Corning

Parker Corning (* 22. Januar 1874 in Albany, New York; † 24. Mai 1943 ebenda) war ein US-amerikanischer Politiker. Zwischen 1923 und 1937 vertrat er den Bundesstaat New York im US-Repräsentantenhaus. Der Kongressabgeordnete Erastus Corning war sein Großvater.

## Werdegang
Parker Corning besuchte öffentliche Schulen, die Boys’ Academy in Albany und die St. Paul’s School in Concord, New Hampshire. 1895 graduierte er an der Yale University. Danach ging er der Herstellung von Stahl und Wollwaren nach. Ferner war er im Bankwesen tätig. Politisch gehörte er der Demokratischen Partei an.
Bei den Kongresswahlen des Jahres 1922 für den 68. Kongress wurde Corning im 28. Wahlbezirk von New York in das US-Repräsentantenhaus in Washington, D.C. gewählt, wo er am 4. März 1923 die Nachfolge von Peter G. Ten Eyck antrat. Er wurde sechs Mal in Folge wiedergewählt. Da er auf eine erneute Kandidatur 1936 verzichtete, schied er nach dem 3. Januar 1937 aus dem Kongress aus.
Nach seiner Kongresszeit nahm er wieder seine früheren Geschäftsaktivitäten auf. Er verstarb am 24. Mai 1943 in Albany. Sein Leichnam wurde dann auf dem Rural Cemetery in Menands beigesetzt.